# ذارواح (يريم)

تعديل مصدري - تعديل

ذارواح هي إحدى قرى عزلة ارياب بمديرية يريم التابعة لمحافظة إب، بلغ تعداد سكانها 286 نسمة حسب تعداد اليمن لعام 2004.